# Шато Рено
Шато Рено (фр. Château-Renault) насеље је и општина у централној Француској у региону Центар (регион), у департману Ендр и Лоара која припада префектури Tours.
По подацима из 2011. године у општини је живело 5121 становника, а густина насељености је износила 1458,97 становника/km². Општина се простире на површини од 3,51 km². Налази се на средњој надморској висини од 90 метара (максималној 129 m, а минималној 83 m).

## Демографија
| 1962. | 1968. | 1975. | 1982. | 1990. | 1999. | 2011. |
| ----- | ----- | ----- | ----- | ----- | ----- | ----- |
| 4.267 | 5.160 | 6.043 | 6.121 | 5.787 | 5.538 | 5.121 |

График промене броја становника у току последњих година